# Rozsdás lombjáró
A rozsdás lombjáró (Setophaga castanea)  a madarak osztályának verébalakúak (Passeriformes) rendjébe és az újvilági poszátafélék (Parulidae) családjába tartozó faj.

## Rendszerezése
A fajt Alexander Wilson amerikai ornitológus írta le 1810-ben, a Sylvia nembe Sylvia castanea néven. Sorolták a Dendroica nembe Dendroica castanea néven.

## Előfordulása
Kanada középső és az Amerikai Egyesült Államok északkeleti részén fészkel. Telelni Mexikó, Anguilla, Antigua és Barbuda, Aruba, a Bahama-szigetek, Barbados, Bonaire, a Kajmán-szigetek, Kuba, Curaçao, a Dominikai Közösség, a Dominikai Köztársaság,  Guadeloupe, Guatemala, Haiti, Martinique, Montserrat, Saba, Saint Kitts és Nevis, Saint Lucia, Saint-Pierre és Miquelon, Saint Vincent és a Grenadine-szigetek, Sint Eustatius, Sint Maarten, Trinidad és Tobago, a Turks- és Caicos-szigetek, Belize, Costa Rica, Honduras, Nicaragua, Panama, Puerto Rico, Ecuador, Kolumbia és Venezuela területére vonul. Kóborlásai során eljut Francia Polinéziára, Grönlandra, az Egyesült Királyságba és az Amerikai Virgin-szigetekre is. 
Természetes élőhelyei a tűlevelű erdők, mérsékelt övi erdők és szubtrópusi vagy trópusi síkvidéki esőerdők.

## Megjelenése
Átlagos testhossza 14 centiméter, szárnyfesztávolsága 20–22 centiméter, testtömege pedig 10–17 gramm. A hím koronája és torka gesztenyebarna, szárnya és farka fekete.
|  |  |

## Életmódja
Nyáron főként rovarokkal és pókokkal táplálkozik, de bogyókat is fogyaszt.

## Természetvédelmi helyzete
Az elterjedési területe rendkívül nagy, egyedszáma viszont csökkenő. A Természetvédelmi Világszövetség Vörös listáján nem veszélyeztetett fajként szerepel.